# Stazione di Cascina
Stazione di Cascina vasútállomás Olaszországban, Cascina településen.

## Vasútvonalak
Az állomást az alábbi vasútvonalak érintik:
- Pisa–Firenze-vasútvonal

## Kapcsolódó állomások
A vasútállomáshoz az alábbi állomások vannak a legközelebb:
- Stazione di San Frediano a Settimo (Stazione di Pisa Centrale)
- Stazione di Pontedera-Casciana Terme (Stazione di Firenze Santa Maria Novella)